# Thecotheus holmskioldii
Thecotheus holmskioldii är en svampart som först beskrevs av Emil Christian Hansen, och fick sitt nu gällande namn av Eckblad 1968. Thecotheus holmskioldii ingår i släktet Thecotheus och familjen Ascobolaceae.   Inga underarter finns listade i Catalogue of Life.